# Bases Hilbertianas
Em matemática, particularmente análise funcional, uma base Hilbertiana é uma generalização do conceito de base ortonormal num espaço de Hilbert. Quando lidando com espaços vetoriais de dimensão finita, é natural utilizar o conceito de base de Hamel e representar vetores como combinações lineares finitas de elementos dessa base. No entanto, no caso de um espaço de dimensão infinita,  as bases de Hamel perdem consideravelmente sua utilidade, e, caso o espaço seja dotado de um produto interno cuja norma é completa (ou seja, caso ele for um espaço de Hilbert), as bases de Hilbert definem uma maneira mais eficiente de se decompor vetores.
Sendo uma extensão para espaços de Hilbert da definição de base ortonormal, a base Hilbertiana tem seu nome devido a David Hilbert, matemático alemão que introduziu esse tipo de espaço pela primeira vez.

## Definição
Seja {\displaystyle H} um espaço de Hilbert. Um subconjunto {\displaystyle \mathrm {B} =(x_{i})_{i\in I}} de {\displaystyle H} é dito ser uma base Hilbertiana de {\displaystyle H} se
1. {\displaystyle \mathrm {B} } é um conjunto ortonormal, ie, {\displaystyle \langle x_{i},x_{j}\rangle =\delta _{ij}={\begin{cases}1,&{\text{se }}i=j\\0,&{\text{se }}i\neq j\end{cases}}}, para todos {\displaystyle x_{i},x_{j}\in \mathrm {B} };
2. o conjunto gerador por {\displaystyle \mathrm {B} } for denso em {\displaystyle H}, ie, {\displaystyle {\overline {\mathrm {span} \,\mathrm {B} }}=H}.

Para uma família {\displaystyle \mathrm {B} =(x_{i})_{i\in I}} ortonormal (ou seja, satisfazendo a propriedade 1) algumas definições equivalentes à acima são
- Para todo {\displaystyle x\in \mathrm {H} } vale a identidade de Perseval : {\displaystyle \Vert x\Vert ^{2}=\sum _{i\in I}|\langle x,x_{i}\rangle |^{2}};
- Para todo {\displaystyle x\in \mathrm {H} } vale que {\displaystyle x=\sum _{i\in I}\langle x,x_{i}\rangle x_{i}};
- {\displaystyle (x_{i})_{i\in I}^{\perp }=\{0\}.}

## Uma definição mais geral de somas
Seja {\displaystyle (x_{i})_{i\in I}} uma família de vetores de um espaço normado {\displaystyle X}. Suponha que o conjunto {\displaystyle \mathrm {B} } dos elementos de {\displaystyle (x_{i})_{i\in I}} que são não nulos é finito ou  infinito e enumerável.
Se {\displaystyle \mathrm {B} } é finito e {\displaystyle \mathrm {B} }= {\displaystyle \{b_{1},b_{2},...,b_{n}\}}, definimos 
{\displaystyle \sum _{i\in I}x_{i}=b_{1}+...+b_{n}.}
Se  {\displaystyle \mathrm {B} } é enumerável, {\displaystyle (b_{k})_{k\in \mathbb {N} }} é uma enumeração de {\displaystyle \mathrm {B} } e a série {\displaystyle \textstyle \sum _{k=1}^{+\infty }\displaystyle b_{k}} converge comutativamente, definimos 
{\displaystyle \sum _{i\in I}x_{i}=\textstyle \sum \limits _{k=1}^{+\infty }\displaystyle b_{k}}. 

## Coeficientes de Fourier
Sejam {\displaystyle \mathrm {H} } um espaço de Hilbert, {\displaystyle (x_{i})_{i\in I}} uma família ortonormal de  {\displaystyle \mathrm {H} } e {\displaystyle x} um elemento de  {\displaystyle \mathrm {H} }. Os coeficientes de Fourier de {\displaystyle x} em relação à família {\displaystyle (x_{i})_{i\in I}} são os números da forma {\displaystyle \langle x,x_{i}\rangle } onde {\displaystyle i\in I.}
Podemos provar que o conjunto dos coeficientes de Fourier de {\displaystyle x} em relação a  {\displaystyle (x_{i})_{i\in I}} que são não nulos é finito ou infinito e enumerável, que as somas
{\displaystyle \sum _{i\in I}\langle x,x_{i}\rangle x_{i}} e {\displaystyle \sum _{i\in I}|\langle x,x_{i}\rangle |^{2}}
estão bem definidas e que vale a desigualdade de Bessel :
{\displaystyle \sum _{i\in I}|\langle x,x_{i}\rangle |^{2}\leq \Vert x\Vert ^{2}}.

## Alguns resultados relevantes
1. Todo espaço de Hilbert admite uma Base Hilbertiana.
2. Um espaço de Hilbert de dimensão infinita é separável se e só se admite uma base Hilbertiana enumerável.